# T2 (バンド)
T2（ティーツー）は、イングランドのプログレッシブ・ロック・バンド。1970年に発売されたアルバム『イットル・オール・ワーク・イン・ブームランド』は、一般的に優れたアルバムと見なされている。

## 起源
T2は、そのドラマーとなるピーター・ダントンが率いる初期のバンド、ネオン・パール（Neon Pearl）から発展した。ダントンは、1968年までプリーズ（Please）というバンドのメンバーを務め、ネオン・パールで仲間となるバーナード・ジンクスも同バンドのメンバーだった。そのバンドが1969年に解散したとき、ダントンがエイドリアン・ガーヴィッツと一緒にガンに加わったため、ジンクスはブルドッグ・ブリード（Bulldog Breed）のメンバーとなった。

## 略歴
T2は、ダントンがベーシストのジンクス、そして後期ブルドッグ・ブリードのギタリストであったキース・クロスと再会して結成された。このトリオは、サイケデリックまたはプロト・プログ・ロックを演奏し、その内容はメンバーがかつて所属していたバンドが演奏していたものと似ていた。T2は、かつてブルドッグ・ブリードのマネージメントをしていたジョン・モーヒューによって結成へと導かれ、またマネージメントされた。彼は結成にあたって資金を調達し、当時1万ポンドという巨額の前払いによるロイヤリティでデッカと契約し、成功へと至るはずだった彼らのキャリアへの道を切り開くことに成功する。しかし、内紛により、モーヒューはバンドを見限り、彼らの自主性に任せることにする。
アルバム『イットル・オール・ワーク・イン・ブームランド』をレコーディングしたトリオは、BBC 2への出演を含む一連の公演を成功させ、スタジオに戻って次の作品の制作に取り掛かった。しかし、LPのプレス枚数は限られており、宣伝も不十分だったため、レコード店で入手することは困難だった（その結果、このアルバムの希少性から、約20年後のLPのミント盤の相場は約200ポンドとなっている）。1972年、セカンド・アルバムのレコーディング中、T2は内部抗争により解散する。この解散により、未完成となったアルバムは、1990年代初頭まで棚上げされることになった。
『イットル・オール・ワーク・イン・ブームランド』は、ドイツのレーベル「World Wide Records」より、オリジナルの録音テープからリマスターされ、CDで発売された。しかし、オリジナルのミックス・ダウンの情報とミックス・ダウン・テープが失われていたようで、LPとCDでは若干の聴感上の違いがある。以前、韓国のレーベルからCDが発売されたが、これはオリジナル盤からコピーされたものではないかと疑われていた。CD発売をきっかけに、T2が再結成されたが、キース・クロスは不在であった。バンドは当時、ダントン、ジンクス、マイク・フォスターの3人で構成されていた。T2は『Second Bite』（1992年）、『Waiting For The Band』（1993年）、『On The Frontline』（1994年）をリリースした。『Waiting For The Band』がリリースされた頃に、ジンクスがグループを脱退し、フォスターが新しく迎えたギタリストのレイ・リーに合わせてベースへと転向していった。
1992年、スウェーデンのネオ・プログ・バンド、ランドベルクが、アルバム『Lonely Land』で、T2の「No More White Horses」をカバーした。デッカ・レコードはオムニバスのボックスセット『Legend of a Mind』（2003年）と『Strange Pleasures』（2008年）をリリースした。それぞれ『イットル・オール・ワーク・イン・ブームランド』から「No More White Horses」と「JLT」のリマスター・トラックが収録されている。両トラックの音質は、World Wide Records盤よりはるかに優れている。
T2の再結成と同時に、1970年に録音されたアセテート・デモによるアルバムが、1997年にリリースされた。当初『ファンタジー』、後に『T.2.』または『1970』と呼ばれたこのアルバムは、『イットル・オール・ワーク・イン・ブームランド』リリース後の時期にオリジナル・ラインナップによって書かれた楽曲を収録している。2012年には、ダントンと、クロスとジンクスが脱退した後のミュージシャンたちによって書かれ、録音された音源をまとめた『1971-72』というタイトルのデモ・アルバムが「Acme records」からリリースされた。

## ディスコグラフィ

### アルバム
- 『イットル・オール・ワーク・イン・ブームランド』 - It'll All Work Out in Boomland (1970年、Decca) ※旧邦題『幻想楽園』
- Second Bite (1992年、World Wide)
- Waiting For The Band (1993年、World Wide)
- On The Front Line (1994年、World Wide)
- 『ファンタジー』 - Fantasy (1997年、Essex) ※1970年デモ音源。『T.2.』『1970』として再発あり
- 1971-72 (2012年、Acme) ※T2名義で活動していた時期のデモ音源

### 別名義でのアルバム
- Neon Pearl (1967年) ※ネオン・パール名義
- Complete Collection 65-68 (1968年) ※The Flies名義
- Please 68-69 (1969年) ※プリーズ名義 (1998年リリース)
- Seeing Stars (1969年) ※プリーズ名義 (2001年リリース)
- Made in England (1969年) ※ブルドッグ・ブリード名義
- Bored Civilians (1972年) ※キース・クロス&ピーター・ロス名義